# Gérald Lacroix
Gérald Cyprien Lacroix I.S.P.X. (Saint-Hilaire de Dorset, 1957. július 27. –) római katolikus pap, a Québeci főegyházmegye érseke, bíboros.

## Élete
1988. október 8-án szentelték pappá. 1990 és 1998 között misszionáriusként szolgált Kolumbiában. 

### Püspöki pályafutása
XVI. Benedek pápa 2009. április 7-én kinevezte Hilta címzetes püspökévé és a Québeci főegyházmegye segédpüspökévé, szentelésére május 24-én került sor. 2011. február 22-én kinevezték a főegyházmegye érsekévé. Ferenc pápa a 2014. február 22-i konzisztóriumon bíborossá kreálta.  